# ولادیمیر اتوش
ولادیمیر اتوش (روسی: Влади́мир Абра́мович Э́туш؛ زادهٔ ۶ مهٔ ۱۹۲۲ – ۹ مارس ۲۰۱۹) یک هنرپیشه اهل اتحاد شوروی بود.
وی همچنین برندهٔ جوایزی همچون جایزه هنرمند مردمی اتحاد جماهیر شوروی شده است.

## گزیده فیلمشناسی
از فیلم‌ها یا برنامه‌های تلویزیونی که وی در آن نقش داشته است می‌توان به سایه، ایوان واسیلیویچ: بازگشت به آینده، آدم‌ربایی، به سبک قفقازی و سه تفنگدار اشاره کرد.